# Сан-Паулу (штат)
Сан-Па́улу (порт. São Paulo) — самый населённый и развитый штат Бразилии, расположен на юго-востоке страны. Административный центр — город Сан-Паулу, также являющийся крупнейшим городом Бразилии и всей Южной Америки. Сан-Паулу по-португальски означает Святой Павел.

## География
Штат расположен на Юго-Востоке Бразилии, в долине реки Тиете, в 70 км от побережья Атлантического океана. Граничит на севере со штатом Минас-Жерайс, на востоке — с Рио-де-Жанейро, на юге — с Параной, на западе — с Мату-Гросу-ду-Сул. На юго-востоке штат имеет выход к Атлантическому океану, важнейший порт — город Сантус. Высшая точка — гора Жарагуа (1135 м).

## Население
Согласно сведениям, собранным в ходе переписи 2010 г. Национальным институтом географии и статистики (IBGE), население штата составляет:
| Полное население                       | Полное население                       | Полное население                       | Полное население                       | 41 262 199 |
| -------------------------------------- | -------------------------------------- | -------------------------------------- | -------------------------------------- | ---------- |
| в том числе:                           | Городское население                    | 39 585 251                             | Процент городского населения, %        | 95,94      |
|                                        | Сельское население                     | 1 676 948                              | Процент сельского населения, %         | 4,06       |
|                                        | Мужское население                      | 20 077 873                             | Процент мужского населения, %          | 48,66      |
|                                        | Женское население                      | 21 184 326                             | Процент женского населения, %          | 51,34      |
| Плотность населения, чел/км²           | Плотность населения, чел/км²           | Плотность населения, чел/км²           | Плотность населения, чел/км²           | 166,23     |
| Население штата в % к населению страны | Население штата в % к населению страны | Население штата в % к населению страны | Население штата в % к населению страны | 21,63      |

Население штата на 01.07.2011 г. составляло 41 586 892 человека, особенно значительно оно возросло в последние 100 лет. Начало формированию современного населения положили португальские колонисты в XVI веке. Вскоре, однако, как и в соседнем Рио-де-Жанейро, большинство из них смешалось с индейскими и африканскими элементами, за исключением небольшой прослойки плантаторов-рабовладельцев. Чернокожее португалоязычное население преобладало в штате вплоть до середины XIX века, когда вновь начался массовый приток португальцев, а также и других европейцев.
Первыми непортугальцами, прибывшими в штат, стали группы немецких колонистов. В конце XIX — начале XX века штат захлестнули волны итальянской, испанской и португальской иммиграции, прибыли значительные группы поляков, немцев, бельгийцев, арабов, японцев. К середине 20 столетия более 4/5 населения имели европейское происхождение.
Улучшение положения в Европе привело к сокращению европейской иммиграции и усилению внутренних миграционных процессов: в штат в поисках лучшей доли потянулись выходцы с севера Бразилии — в основном обнищавшие из-за разорения плантаций мулаты и негры. Массовая стихийная миграция привела к ухудшению криминогенной обстановки в густонаселённом штате.
В современном Сан-Паулу хотя большинство населения причисляет себя к белым (63,1 %), большинство имеет ту или иную примесь африканской или индейской крови, 29,3 % — метисы и мулаты, 6,4 % — негры и 1 % — азиаты. Основной и практически единственный язык общения в штате — португальский.

## Административное устройство
Административно штата разделён на 15 мезорегиона и 63 микрорегионов. В штате — 645 муниципалитетов.

### Состав штата
В штат входят следующие мезорегионы:
1. Агломерация Сан-Паулу
2. Араракуара
3. Арасатуба
4. Асис
5. Бауру
6. Вали-ду-Параиба-Паулиста
7. Итапетининга
8. Кампинас
9. Макрорегион агломерации Сан-Паулу
10. Марилия
11. Пирасикаба
12. Президенти-Пруденти
13. Рибейран-Прету
14. Сан-Жозе-ду-Риу-Прету
15. Южное побережье штата Сан-Паулу

## Экономика
Штат производит около трети бразильского ВНП — это около 255 миллиардов долларов США. Ведущими отраслями в экономике штата являются машино-, автомобиле-, авиастроение, сервисная и финансовая деятельность, торговля, текстильная промышленность, пищевая промышленность (производство цитрусовых, сахара, кофе).

## Спорт
Ведущую роль играет футбол. В столице штата расположены 3 из 4 сильнейших клубов штата, которые считаются традиционными бразильскими футбольными клубами — «Сан-Паулу» (воспитавший Фриденрайха, Кафу, Рожерио Сени), «Палмейрас» (Вава, Маркос) и «Коринтианс» (Ривелино, Сократес). Четвёртый футбольный гранд представляет портовый город — «Сантос» (Пеле, Карлос Алберто Торрес, Робиньо, Неймар).